# Obstruction du canal de Suez en 2021

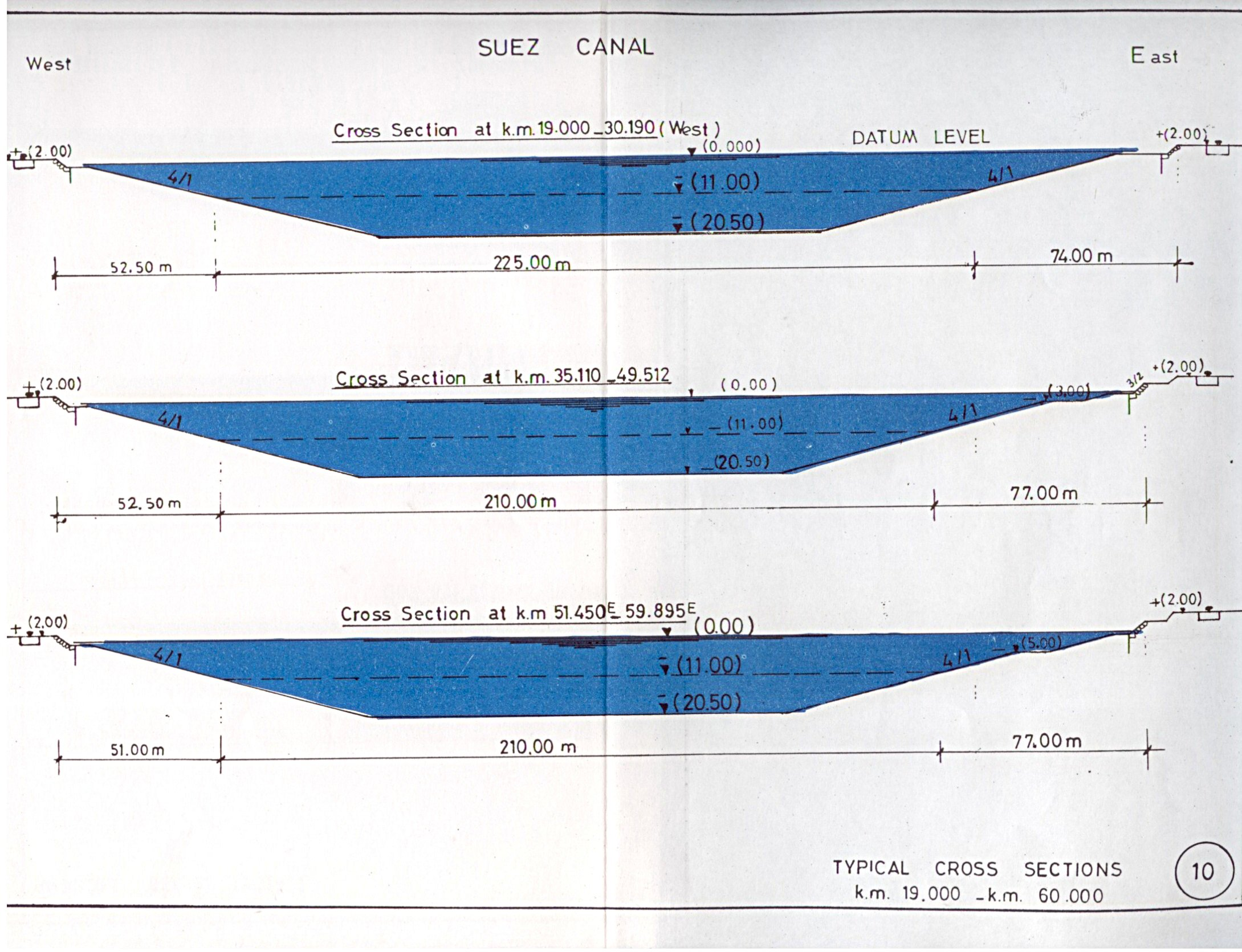
Coupes transversales du Canal de Suez.

L'obstruction du canal de Suez en 2021 est survenue le 23 mars 2021 à 7 h 41 HNEE (UTC+2) lorsque le porte-conteneurs Ever Given s’échoue au kilomètre 151 du canal de Suez, en Égypte. Le navire s’était retrouvé confronté à une tempête de sable, avec des vents violents atteignant les 50 nœuds (93 km/h). Les pilotes de l’Autorité du canal présents à bord ne parviennent pas à maîtriser le navire, particulièrement long, qui heurte le fond du canal et s’échoue, obstruant complètement le canal et empêchant tout autre navire de passer. 
Au moins quinze autres navires sont retenus au mouillage et environ 150 attendent pour traverser le canal le jour de l'accident,. Le navire est remis à flot le 29 mars et le trafic reprend son cours. Le 3 avril, les 422 bateaux en attente ont pu traverser.

## Contexte
L'Ever Given est un porte-conteneurs de classe Golden, l'un des plus grands porte-conteneurs au monde à son lancement. Sa quille a été posée le 25 décembre 2015, il a été lancé le 9 mai 2018 et achevé le 25 septembre 2018. Il appartient à Shoei Kisen Kaisha, une filiale d'Imabari Shipbuilding, et est exploité par Evergreen Marine. Il est enregistré au Panama.
Au moment de l'incident, l'Ever Given se rend à Rotterdam depuis le port de Tanjung Pelepas, chargé de 18 000 conteneurs. Au moment de l’accident, il se trouve en cinquième position dans un convoi en direction du nord, avec quinze navires derrière lui.

### Autres échouages antérieurs notables
Dans les années précédant l’incident, de nombreux navires se sont échoués dans le canal de Suez. La plupart de ces incidents ont eu un effet relativement mineur sur le trafic dans le canal de Suez.
Le 25 février 2016, le vraquier New Katerina s'est échoué dans le canal alors qu'il se rendait d'Ukraine à Qingdao. Il a été renfloué après douze jours ; la circulation dans le canal n'a pas été affectée pendant cette période.
Le 28 avril 2016, le porte-conteneurs MSC Fabiola s'est échoué au Grand Lac Amer après avoir éprouvé des problèmes de moteur, forçant les fonctionnaires du canal à suspendre temporairement tous les convois en direction du nord et à arrêter tous les convois en direction du sud. Le MSC Fabiola a été renfloué le 30 avril et a continué à traverser le canal,.
Le 17 juillet 2018, le porte-conteneurs Aeneas s'est échoué dans le canal, entraînant une collision impliquant les trois vraquiers derrière lui (Sakizaya Kalon, Panamax Alexander et Osios David),.

## Incident
Le 23 mars 2021, à 5 h 48 HNEE (UTC+2), un premier pilote de la Suez Canal Authority monte à bord pour faire entrer l’Ever Given dans le canal. Il n’a pas été informé par les autorités du canal de la position prévue pour le navire dans le convoi, ce qui provoque de vives discussions. Malgré cela, la manœuvre se passe sans incident, et vers 7 h 20, il est remplacé par deux autres pilotes de la SCA, chargés de la traversée du canal à proprement parler. Le premier est là pour donner les ordres au timonier, tandis que le second le conseille tout en surveillant le trafic. La situation météorologique est dégradée, avec des rafales de vent atteignant les 50 kt (93 km/h). De plus, le vent venant du désert est chargé en sable, ce qui limite fortement la visibilité.
Le vent rendant difficile la tenue de route du navire, le premier pilote ordonne d’augmenter la vitesse à 12 kt (22 km/h), contrevenant au règlement du canal qui interdit de dépasser les 8,64 kt (16 km/h). La situation à bord est tendue : les deux pilotes conversent entre eux en arabe, langue que l’équipage Indien ne comprend pas, et le premier pilote donne des ordres erratiques, demandant successivement de mettre la barre à gauche toute puis à droite toute, sans donner de cap à suivre ni la faire remettre dans l’axe du navire. Par deux fois, le capitaine doit corriger les ordres du premier pilote. Le deuxième pilote demande à son collègue de ralentir et de donner des ordres précis au timonier. Selon les conversations captées par l’enregistreur de données du voyage, à 7 h 37, la discussion entre les deux pilotes a tourné à la dispute, et ceux-ci commencent à réaliser qu’ils n’ont plus le contrôle de la trajectoire du navire. À 7 h 38, l’Ever Given s’est mis à effectuer un mouvement de lacet d’un bord à l’autre du canal, tandis que les pilotes augmentent puis réduisent la vitesse pour essayer de reprendre le contrôle, mais sans succès, jusqu’à ce que le porte-conteneurs s’échoue à 7 h 41. Le capitaine reprend les commandes mais ne parvient pas à remettre le navire à flot.
Selon les déclarations officielles égyptiennes, le vent fort a entraîné la « perte de la capacité à diriger le navire », provoquant sa dérive,,. L’Ever Given est échoué au kilomètre 151 du canal, encastré entre ses deux rives et incapable de se libérer, bloquant complètement la navigation et le passage dans les deux sens.
Des centaines de navires des deux côtés du canal se retrouvent bloqués par l’accident. Certains iront accoster dans les ports et les mouillages de la région, tandis que beaucoup restent sur place. Les navires concernés vont des petits cargos aux grands navires, notamment le pétrolier de classe Altay de la marine russe Kola,,. D'autres encore décident de ne pas emprunter le canal et de passer par le cap de Bonne-Espérance.

## Réactions et mesures prises
À la suite de l'incident, les autorités annoncent retirer deux navires derrière l'Ever Given pour faire de la place à l'opération de renflouement. Du carburant, de l'eau de ballast et plusieurs conteneurs sont retirés du navire pour l'alléger pendant que des engins de chantier creusent la berge pour dégager la proue,. Huit remorqueurs travaillent à le libérer. Peter Berdowski, directeur général de Royal Boskalis Westminster, déclare que l'opération « peut prendre des jours à des semaines ».
Le 24 mars, la Gulf Agency Company (GAC) annonce que l'Ever Given a été partiellement renfloué et se trouve le long de la rive du canal, et que le trafic à travers le canal reprendra sous peu,. Cependant, le bureau égyptien du GAC réfute l'information, précisant que les rapports étaient inexacts,.
Le 25 mars, la Suez Canal Authority (SCA) suspend la navigation à travers le canal de Suez jusqu'à ce que l'Ever Given soit renfloué,.
Selon la société japonaise Shoei Kisen Kaisha, propriétaire du bateau, il faut retirer entre 15 000 et 20 000 m3 de sable pour atteindre une profondeur de 12 à 16 m et remettre le navire à flot. Vendredi 26 au matin, 87 % de ce processus avait été effectué par les dragues. Cela représente un volume de 17 000 m3 arraché par la drague hydraulique à cutter Mashhour secondée par deux gros remorqueurs, Baraka 1 et Izzat Adel. Ces engins creusent jusqu'à une distance de 100 m du bulbe d'étrave (mais avec une distance de sécurité de 10 m minimum de la coque) et sur 15 m de profondeur.
Le 26 mars, la compagnie informe qu'elle n’a pas réussi à le remettre à flot, mais signale que deux remorqueurs supplémentaires de 220 à 240 t arriveront d’ici le 28 mars pour aider au déséchouage.
Le 29 mars dans l'après-midi, la SCA annonce la remise à flot du navire et la reprise du trafic dans le canal.
Le navire stationne dans la zone des lacs Amer durant la durée de l'enquête sur les responsabilités de l'accident qui s'annonce longue et complexe. Des dommages et intérêts de l'ordre de centaines de millions de dollars américains sont évoqués.
Le 7 juillet 2021 l'Ever Given reprend sa route après 100 jours d'immobilisation, après avoir accepté un accord d'indemnisation envers les autorités égyptiennes.
Le rapport d’accident déposé auprès de l’Organisation maritime internationale par l’autorité de sûreté maritime du Panama, État du pavillon de l’Ever Given, est rendu public en juillet 2023. Il note la responsabilité des pilotes de la SCA, ceux-ci ignorant la position précise du navire, et ne tenant pas compte de l’influence des rives sur le comportement du navire, ainsi que des particularités liées à la taille du navire. Il souligne également  les problèmes de communication entre les pilotes et l’équipage, l’emploi de l’arabe pour les échanges entre pilotes empêchant l’équipage de prendre conscience des difficultés rencontrées par ceux-ci. Enfin, il indique que le navire et ses équipements de navigation étaient en bon état au moment de l’accident.

## Impact économique

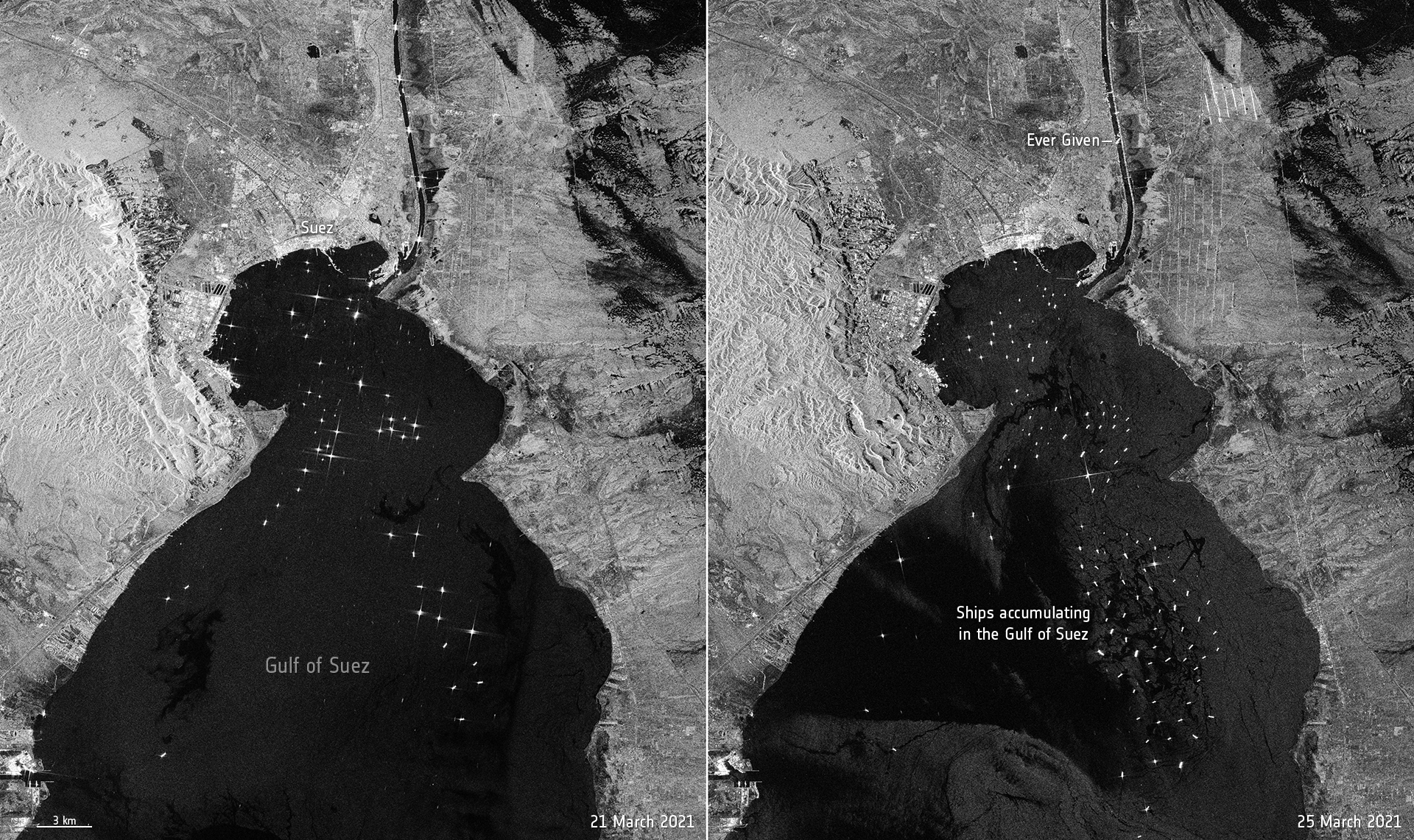
Enbouteillage maritime dans le golfe de Suez.

En 2021, environ 12 % du commerce mondial total transitent par le canal de Suez. Les experts ont averti que cet incident entraînerait probablement des retards d'expédition d'articles de tous les jours pour les consommateurs du monde entier. Un total de 425 navires étaient en attente de transit lors de la réouverture du canal. Le 3 avril, on annonce que 422 bateaux transportant 26 millions de tonnes de marchandises ont pu traverser.
Lloyd's List estime que chaque jour nécessaire pour éliminer l'obstruction perturbe la circulation de neuf milliards de dollars de marchandises supplémentaires,. Une hausse concomitante des prix du pétrole a été attribuée à « des gens qui achètent après les récentes baisses des prix du pétrole, la fermeture de Suez servant de facteur déclenchant », et James Williams, spécialiste de l'énergie chez WTRG Economics, a déclaré qu'en raison des stocks existants « quelques jours de ralentissement dans la livraison ne sont pas critiques pour le marché ». Spécialiste du transport maritime, chez Boston Consulting Group, Camille Egloff a commenté « Il y a des stocks existants. Si vous regardez l'approvisionnement en pétrole, ce n'est que celui du Moyen-Orient et nous avons d'autres sources d'approvisionnement », et que cela ne fera que retarder les marchandises, ce qui pourrait n'affecter que les industries avec des pénuries existantes comme celle des semi-conducteurs. Pour atténuer les pénuries de marchandises en cas de fermeture de longue durée, un observateur a noté qu'il suffisait d'anticiper les commandes habituelles,. Cependant, un consultant d'une autre entreprise a noté que même une interruption de courte durée du canal de Suez aurait un effet domino pendant plusieurs mois le long de la chaîne d'approvisionnement.